# Der Große Gestank
Der Große Gestank (englisch The Great Stink oder The Big Stink) war die Bezeichnung der Folgen der ungehinderten Einleitung von Abwasser der britischen Hauptstadt London in die Themse im Sommer 1858. Der aufgrund des heißen Wetters mit Temperaturen um die 34 Grad auftretende Gestank wurde von den Stadtbewohnern als derart unerträglich empfunden, dass das Parlament den Bau eines umfassenden Londoner Abwassersystems beschloss.

## Allgemeines
Mitte des 19. Jahrhunderts war London mit 2,5 Millionen Einwohnern die weltgrößte Stadt. Den Abfall und Hausmüll entsorgten die Einwohner in die Themse. Der Fluss stank in der Folge nicht nur erheblich, sondern verbreitete auch Epidemien wie Cholera oder Typhus. Der heiße Sommer von 1858 führte schließlich zu einer Situation, die als „großer Gestank“ bezeichnet wurde.

## Ursachen
Ein Teil des Problems war die Einrichtung von immer mehr Toiletten mit Wasserspülung. Diese waren zwar ein Fortschritt gegenüber den bisher hauptsächlich verwendeten Nachttöpfen, sie brachten aber auch einen enormen Anstieg der Abwassermenge mit sich, die in die bestehenden Sickergruben floss. Diese Gruben liefen oft über und das Abwasser floss in die Kanalisation, die eigentlich nur für Regenwasser gedacht war. Das Abwasser gelangte daraufhin ungehindert in die Themse. Neben Privathaushalten trugen auch Fabriken, Schlachthäuser und andere Gewerbebetriebe zum Abwasserproblem bei.
Die Themse ist einer der am langsamsten fließenden großen Flüsse und konnte daher die neu entstandenen Mengen eingeleiteter Fäkalien nicht schnell genug abtransportieren. Dazu kommt noch, dass der Tidenhub der etwa 50 km entfernten Nordsee die Themse in London noch so stark beeinflusst, dass zweimal am Tag bei aufkommender Flut Meerwasser in den Fluss gedrückt wird, der dann für Stunden faktisch keine Fließgeschwindigkeit mehr hat.
Schon 1848 war die „Metropolitan Commission of Sewers“ (Großstädtische Kanalisationskommission) gegründet worden, um das unübersichtliche Kanalisationsnetz zu vermessen und die über 200.000 Sickergruben zu beseitigen. Doch die Zersplitterung des Ballungsraumes in viele kleine Gemeinden führte dazu, dass die Arbeiten nur sehr langsam voranschritten.
Ab den 1840er Jahren waren in der Stadt immer mehr Cholera-Epidemien aufgetreten. Damals glaubte man noch, die Cholera sei ein durch die Luft übertragenes Miasma. 1854 fand der Arzt John Snow nach einer Epidemie mit über 10.000 Toten heraus, dass das verschmutzte Wasser die Ursache war.

## Folgen

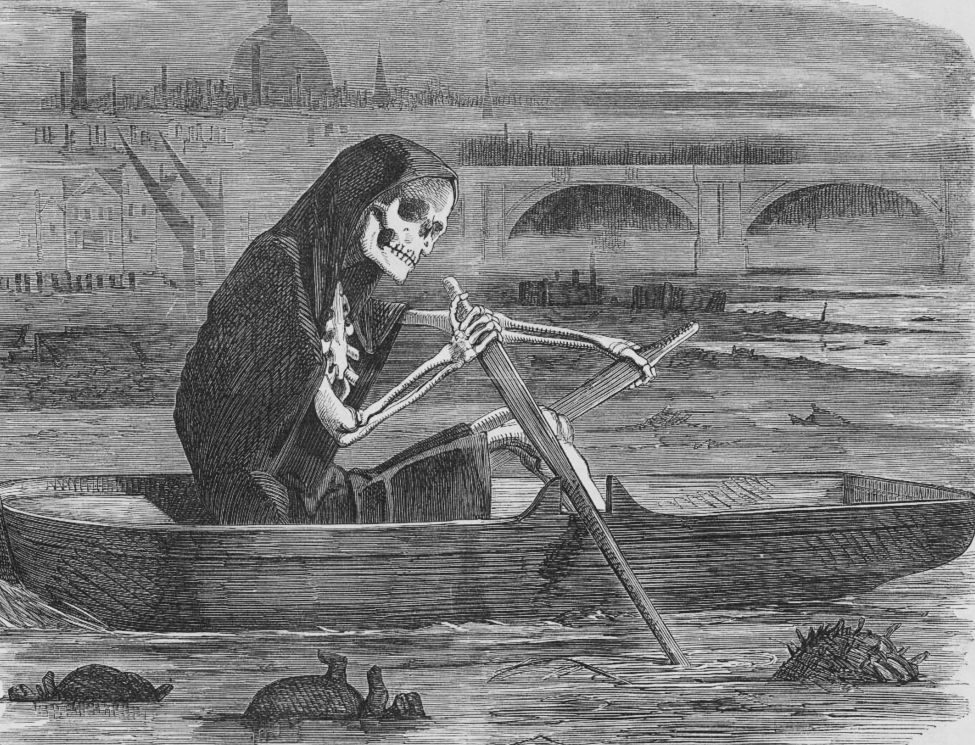
The Silent Highwayman – Cartoon aus Punch zum Großen Gestank

Im Jahr 1858 war der Sommer ungewöhnlich heiß. Die Themse und viele ihrer Zuflüsse im Stadtgebiet waren stark verschmutzt. Die hohen Temperaturen förderten die Vermehrung von Bakterien und der daraus resultierende Gestank war derart unerträglich, dass sogar die Arbeit im House of Commons beeinträchtigt wurde. Die Vorhänge im Palace of Westminster wurden in Chlorkalk getränkt und die Abgeordneten erwogen den Umzug weiter flussaufwärts in den Hampton Court Palace. Die Gerichte planten, nach Oxford und St Albans umzuziehen. Heftige Regenfälle beendeten den heißen Sommer und spülten den größten Dreck weg, womit das Problem wenigstens kurzfristig gelöst war.
Eine Parlamentskommission wurde eingesetzt, um die Folgen des Großen Gestanks zu untersuchen und dauerhafte Lösungen zu erarbeiten. Das Parlament beauftragte den Metropolitan Board of Works (MBW), ein effizientes Kanalisationssystem zu planen und zu bauen. Joseph Bazalgette, Chefingenieur des MBW, hatte bereits vor dem Großen Gestank entsprechende Pläne unterbreitet, war jedoch fünfmal vom Parlament zurückgewiesen worden. Nach der Fertigstellung des Londoner Abwassersystems hatten alle Londoner sauberes Trinkwasser, und die Sterberate sank rapide. Bazalgettes Abwassersystem ist noch heute in Betrieb.
Henry Moule, englischer Pfarrer der Church of England, sah einen Zusammenhang zwischen den hygienischen Verhältnissen und der Ausbreitung von Krankheiten. Der Ausbruch der Cholera 1854 und der große Gestank gaben ihm Anstoß, ab 1859 mit Komposttoiletten zu experimentieren. 1860 meldete er ein Dry earth closet zum Patent an.
Ein System von Abwasserkanälen und Pumpstationen wie der Crossness Pumping Station konnte 1865 in Betrieb genommen werden und verbesserte die Lebensqualität der Londoner erheblich.
Das Problem und die vorgeschlagene Lösung fanden auch auf dem Kontinent Beachtung:

„Es handelte sich um die Reinigung der Themse, um die Anlegung eines großartigen Kloakensystemes in London, welches die Wiederkehr solcher Zustände, wie sie diesen Sommer dort stattgefunden, für immer unmöglich machen soll. Der Gestank und die allgemeine Luftverpestung war auf einen solchen Höhepunkt gediehen, daß die ‚Times‘ nicht übertrieb, wenn sie die Ausdünstungen des Stromes den besten Bundesgenossen des Toryministeriums nannte. […] [N]och heute befürchtet alle Welt, der Ausbruch einer Pestilenz stehe für die Hundstage vor der Thüre […].“